# Laisvas ir nepriklausomas kanalas

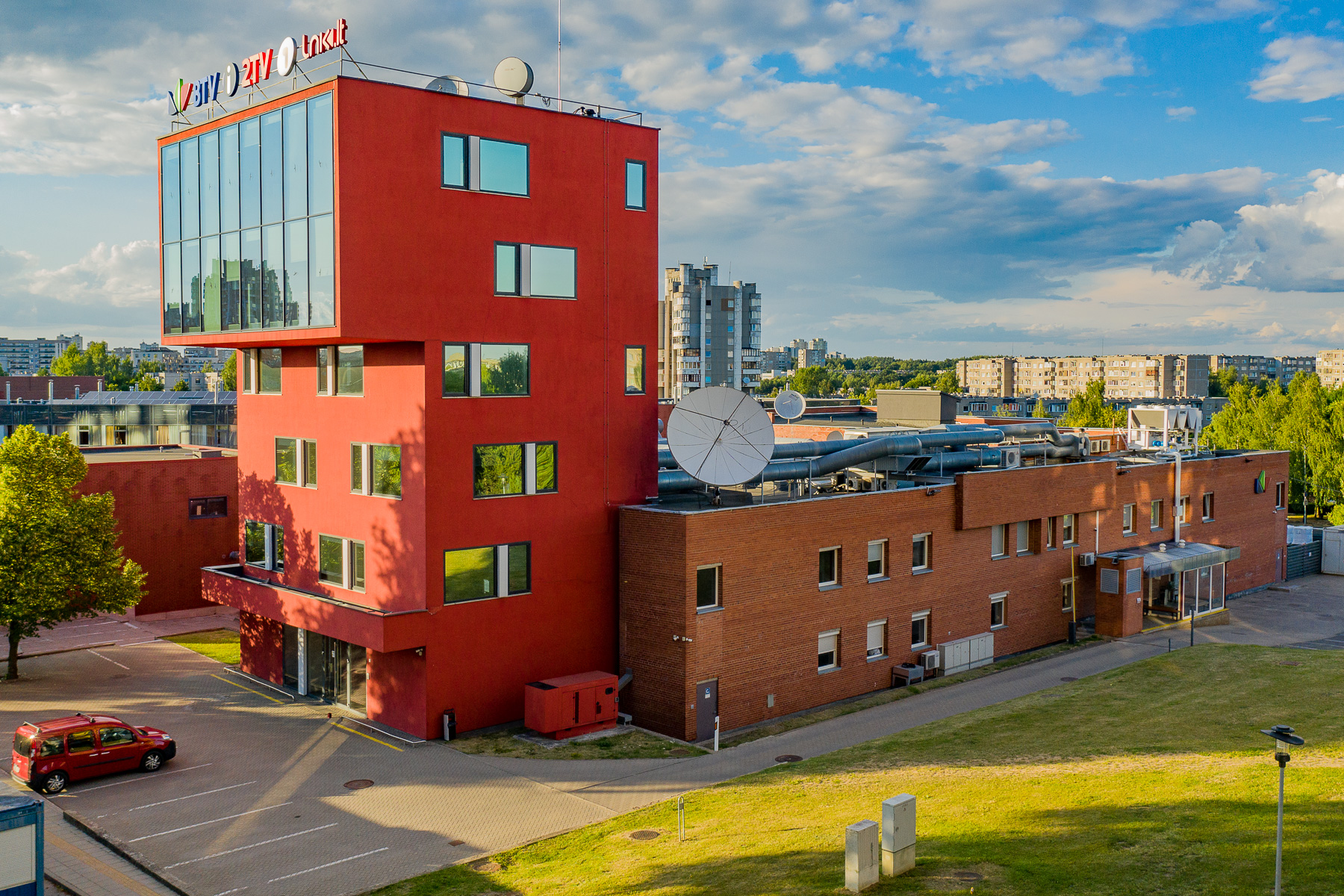
Senderzentrale

Laisvas ir nepriklausomas kanalas (LNK) (deutsch freier und unabhängiger Sender) ist ein privater Fernsehsender in Litauen.

## Geschichte
Gegründet wurde LNK am 1. März 1995 im Städtchen Lapės in der Rajongemeinde Kaunas, nordöstlich von der zweitgrößten litauischen Stadt Kaunas. Seit 1995 leitet Zita Sarakienė als Direktorin das Unternehmen UAB Laisvas ir nepriklausomas kanalas. Später zog LNK nach Vilnius um. s Fernsehen befindet sich im Stadtteil Šeškinė. 2014 hatte es 63 Mitarbeiter.

## Programm
Das Programm umfasst 19 Stunden pro Tag und wird seit dem 5. Mai 1995 national ausgestrahlt. 35 % dessen, was bei LNK ausgestrahlt wird, ist selbst produziertes Programm.
Die wichtigsten eigenproduzierten Sendungen sind:
- Žinios (Nachrichtensendung)
- Valanda su Rūta (Talkshow mit Rūta Mikelkevičiūtė)
- KK2 (Boulevardmagazin)

## Tochterkanäle
| Name        | Sendestart        |
| ----------- | ----------------- |
| TV1         | 29. April 2003    |
| Info TV     | 7. November 2007  |
| Liuks!      | 19. November 2007 |
| Baltijos TV | 9. April 1993     |